# Cymbopogon flexuosus
Cymbopogon flexuosus är en gräsart som först beskrevs av Christian Gottfried Daniel Nees von Esenbeck och Ernst Gottlieb von Steudel, och fick sitt nu gällande namn av William Watson. Cymbopogon flexuosus ingår i släktet Cymbopogon, och familjen gräs. Inga underarter finns listade i Catalogue of Life. Cymbopogon flexuosus säljs under namnet Ostindiskt citrongräs i Sverige.

## Bildgalleri

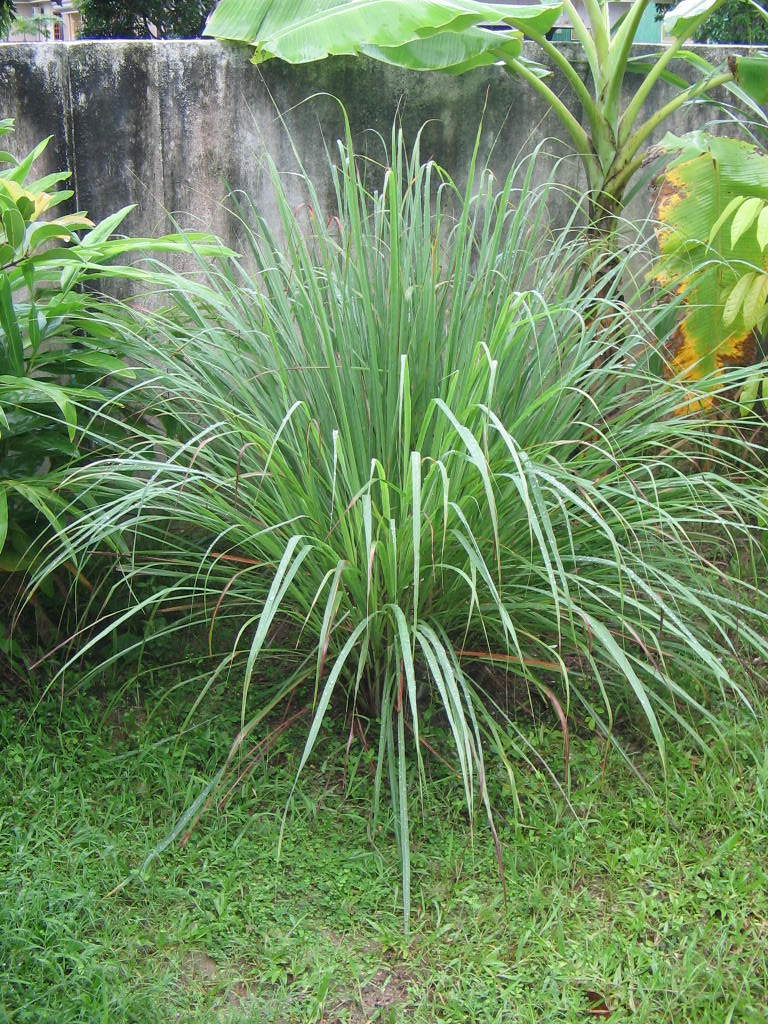